# Formel-Nippon-Saison 1998
Die Formel-Nippon-Saison 1998 wurde vom 19. April bis zum 29. November im Rahmen von 9 Rennen ausgetragen. In die Wertung kamen alle erzielten Resultate.
| Platz:  | 1  | 2 | 3 | 4 | 5 | 6 |
| Punkte: | 10 | 6 | 4 | 3 | 2 | 1 |

## Rennkalender
|   | Datum         | Rennen | Pole-Position                     | Platz 1                           | Platz 2                           | Platz 3                           |
| - | ------------- | ------ | --------------------------------- | --------------------------------- | --------------------------------- | --------------------------------- |
| 1 | 19. April     | Suzuka | Ralph Firman                      | Masahiko Kageyama                 | Masami Kageyama                   | Norberto Fontana                  |
| 2 | 17. Mai       | Mine   | Juichi Wakisaka                   | Satoshi Motoyama                  | Juichi Wakisaka                   | Ryō Michigami                     |
| 3 | 31. Mai       | Fuji   | Satoshi Motoyama                  | Satoshi Motoyama                  | Katsutomo Kaneishi                | Takuya Kurosawa                   |
| 4 | 14. Juni      | Motegi | Norberto Fontana                  | Juichi Wakisaka                   | Satoshi Motoyama                  | Masami Kageyama                   |
| 5 | 5. Juli       | Suzuka | Masahiko Kageyama                 | Masahiko Kageyama                 | Marc Goossens                     | Masami Kageyama                   |
| 6 | 2. August     | Sugo   | Masami Kageyama                   | Masami Kageyama                   | Ralph Firman                      | Hideki Noda                       |
|   | 30. August    | Fuji   | wegen schlechten Wetters abgesagt | wegen schlechten Wetters abgesagt | wegen schlechten Wetters abgesagt | wegen schlechten Wetters abgesagt |
| 7 | 20. September | Mine   | Hideki Noda                       | Satoshi Motoyama                  | Norberto Fontana                  | Marc Goossens                     |
| 8 | 18. Oktober   | Fuji   | Masami Kageyama                   | Norberto Fontana                  | Satoshi Motoyama                  | Ralph Firman                      |
| 9 | 29. November  | Suzuka | Satoshi Motoyama                  | Masami Kageyama                   | Juichi Wakisaka                   | Ryō Michigami                     |

## Punktestand

### Fahrer
| 1. | Satoshi Motoyama  | 45 |
| 2. | Masami Kageyama   | 38 |
| 3. | Juichi Wakisaka   | 25 |
| 4. | Norberto Fontana  | 21 |
| 4. | Masahiko Kageyama | 21 |
| 6. | Marc Goossens     | 17 |

| 7.  | Katsutomo Kaneishi | 13 |
| 7.  | Ralph Firman       | 13 |
| 9.  | Ryō Michigami      | 11 |
| 10. | Hideki Noda        | 9  |
| 11. | Tom Coronel        | 8  |
| 12. | Takuya Kurosawa    | 6  |

| 13. | Yūji Tachikawa | 2 |
| 13. | Akira Iida     | 2 |
| 15. | Tsugio Matsuda | 1 |
| 15. | Kōji Yamanishi | 1 |
| 15. | Tetsuya Tanaka | 1 |